# Sergio Jordan Moreno
Sergio Jordan Moreno Aparicio (Ciudad de Panamá, Panamá, 28 de julio de 1992) es un futbolista panameño que juega como delantero en el Club Deportivo Árabe Unido de la Primera División de Panamá.

## Trayectoria

### Chorrillo FC
Se formó en las categorías inferiores del Chorrillo FC y su debut profesional en la Primera División de Panamá fue el 22 de julio de 2012 en el empate 0 a 0 contra el CD Árabe Unido en el Estadio Armando Dely Valdés en donde fue suplente y entró al minuto 80 por Santiago Cedeño. En la Liga de Campeones de la Concacaf 2012-13 jugó 1 partido en donde fueron eliminados en la fase de grupos en donde quedaron en la última posición del grupo 7. En la LPF Apertura 2012 jugó 9 partidos y anotó 4 goles en donde quedaron en la quinta posición quedándose a un paso de clasificarse a la semifinales. En la LPF Clausura 2013 jugó 12 partidos y anotó 2 goles en donde quedaron en la séptima posición. En la LPF Apertura 2013 jugó 9 partidos y anotó 1 gol en donde quedaron en la sexta posición quedándose a unos pasos de clasificarse a las semifinales. Salió campeón de la LPF Clausura 2014 en donde le ganaron la final 1 a 0 contra el Río Abajo FC en el Estadio Rommel Fernández en donde fue suplente y entró al minuto 46 por Federico Marines, en dicho torneo jugó 14 partidos y anotó 4 goles. En la Liga de Campeones de la Concacaf 2014-15 jugó 4 partidos y anotó 1 gol en donde fueron eliminados en la fase de grupos en donde quedaron en la última posición en el grupo 6. En la LPF Apertura 2014 jugó 17 partidos y anotó 3 goles en donde fueron eliminados en las semifinales en donde perdieron en un marcador global de 1 a 2 contra el San Francisco FC en donde jugó en los 2 partidos. En la LPF Clausura 2015 jugó 18 partidos y anotó 8 goles en donde quedaron en la novena posición. Fue subcampeón de la LPF Apertura 2015 en donde perdieron la final 3 a 0 en las tanda de penales en donde quedó un marcador 1 a 1 contra el CD Árabe Unido en el Estadio Rommel Fernández en donde fue titular y jugó todo el partido, en dicho torneo jugó 19 partidos, Fue el goleador junto a Armando Polo de la LPF Apertura 2015 con 9 goles.

### Deportivo Municipal
El 13 de enero de 2016 fue anunciado como nuevo jugador del Club Centro Deportivo Municipal. Debutó con el club el 5 de febrero de 2016 en el victoria 0 a 1 contra el Club Deportivo Universidad de San Martín de Porres en el Estadio Miguel Grau en donde fue suplente y entró al minuto 75 por Maximiliano Velasco. En la Copa Sudamericana 2016 jugó 2 partidos en donde fueron eliminados en la primera fase en donde perdieron en un marcador global de 0 a 6 contra el Atlético Nacional en donde jugó en los 2 partidos. En el Campeonato Descentralizado 2016 en donde jugó 36 partidos y anotó 7 goles en donde quedaron en la cuarta lugar clasificándose a la primera fase de la Copa Libertadores. En la Copa Libertadores 2017 jugó 2 partidos y anotó 1 gol en donde fueron eliminados en la primera fase en un marcador global de 2 a 3 contra el Independiente del Valle en donde jugó en los 2 partidos en donde anotó el primer gol en el partido de vuelta al minuto 20. En el Campeonato Descentralizado 2017 jugó 28 partidos y anotó 3 goles en donde quedaron en la novena posición quedandose a un paso de la Primera Fase de la Copa Sudamericana 2018.

### CD Universitario
El 5 de enero de 2018 fue anunciado su regreso al Chorrillo FC, que cambió de nombre al CD Universitario. Jugó su primer partido tras su regreso el 13 de enero de 2018 en la victoria 1 a 0 contra el CD Plaza Amador en el Estadio Maracaná siendo titular, jugó todo el partido y anotando el gol de la victoria. En la LPF Clausura 2018 jugó 18 partidos y anotó 4 goles en donde quedaron en la sexta posición quedándose a unos pasos de clasificarse a las semifinales. En la Liga Concacaf 2018 jugó 4 partidos y anotó 3 goles en donde fueron eliminados en los cuartos de final 1 a 4 contra el Club Sport Herediano en donde jugó en los 2 partidos. En el Torneo Apertura 2018 jugó 18 partidos y anotó 9 goles en donde quedaron en la octava posición quedándose a unos pasos de clasificarse a los playoff. En el Torneo Clausura 2019 jugó 14 partidos y anotó 5 goles en donde fueron eliminados en los playoff 2 a 1 contra el CA Independiente en el Estadio Agustín Muquita Sánchez en donde fue titular y jugó todo el partido. En el Torneo Apertura 2019 solo jugó 2 partidos porque el 20 de agosto de 2019 fue anunciado su cesión a un nuevo club en donde el equipo quedó en la última posición.

### Al-Kawkab FC
El 20 de agosto de 2019 fue anunciado su cesión al Al-Kawkab FC por el CD Universitario. Jugó con el club la Liga Príncipe Mohammad bin Salman.

### Al-Riyadh
El 3 de enero de 2020 fue anunciado su cesión al Al-Riyadh por el CD Universitario. Jugó con el club la Liga Príncipe Mohammad bin Salman.

### CD Universitario
El 30 de junio de 2020 regresó de la cesión del Al-Riyadh. Disputó su primer partido después de jugar en Arabia Saudita el 7 de noviembre de 2020 en la derrota 3 a 0 contra el Deportivo del Este en el Estadio Agustín Muquita Sánchez siendo suplente entrando al minuto 43 Eduardo Aparicio. En el Torneo Clausura 2020 jugó 6 partidos y anotó 1 gol.

### San Francisco FC
El 1 de enero de 2021 fue anunciado como nuevo jugador del San Francisco FC. Debutó con el club el 19 de febrero de 2021 en el empate 4 a 4 contra el Atlético Chiriquí en el Estadio Agustín Muquita Sánchez en donde fue titular y jugó hasta el minuto 55. En el Torneo Apertura 2021 jugó 14 partidos en donde quedaron en la última posición de la conferencia oeste. En el Torneo Clausura 2021 jugó 7 partidos en donde quedaron nuevamente en la última posición en donde quedaron en la última posición de la tabla acumulada así descendieron a la Liga Prom pero paso los días no se dio por temas del reglamento y solo pagaron una multa.

### Santos de Guápiles
El 12 de enero de 2023 fue anunciado como nuevo jugador del Santos de Guápiles. Debutó con el club el 14 de enero de 2023 en la derrota 1 a 5 contra LD Alajuelense en el Estadio Ebal Rodríguez en donde fue titular y jugó hasta el minuto 56. En el Campeonato Clausura 2023 jugó 10 partidos y anotó 1 gol en donde quedaron en la octava posición en la Fase de clasificación.

### Fútbol Consultants Desamparados
El 1 de julio de 2023 fue anunciado como nuevo jugador Fútbol Consultants Desamparados de la Segunda División de Costa Rica. Jugó el Torneo Apertura 2023 de Segunda División de Costa Rica en donde quedaron en la octava posición del grupo B de la Fase de clasificación.

### CD Árabe Unido
El 11 de julio de 2024 fue anunciado como nuevo jugador del CD Árabe Unido.

## Selección nacional

### Selección absoluta
Hizo su debut con la selección absoluta de Panamá el 16 de marzo de 2016 en la derrota 1 a 0 contra Nicaragua en un partido amistoso en el Estadio Nacional de Fútbol de Nicaragua en donde fue titular y jugó hasta al minuto 71.

## Clubes
| Club                | País           | Año         |
| ------------------- | -------------- | ----------- |
| Chorrillo FC        | Panamá         | 2012 - 2015 |
| Deportivo Municipal | Perú           | 2016 - 2017 |
| CD Universitario    | Panamá         | 2018 - 2019 |
| Al-Kawkab FC        | Arabia Saudita | 2019 - 2020 |
| Al-Riyadh           | Arabia Saudita | 2020        |
| CD Universitario    | Panamá         | 2020        |
| San Francisco FC    | Panamá         | 2021 - 2022 |
| Santos de Guápiles  | Costa Rica     | 2023        |
| FC Desamparados     | Costa Rica     | 2023        |
| CD Árabe Unido      | Panamá         | 2024 - act. |

## Palmarés

### Títulos nacionales
| Título           | Club         | País   | Año    |
| ---------------- | ------------ | ------ | ------ |
| Primera División | Chorrillo FC | Panamá | 2014-C |

### Galardones individuales
| Distinción                                                           | Año     |
| -------------------------------------------------------------------- | ------- |
| Premio Rommel Fernández como Mejor Jugador Panameño en la liga local | 2014-15 |
| Goleador de Torneo Apertura 2015 con 9 goles                         | 2015    |